# Соломон Р. Гугенхајм
Соломон Роберт Гугенхајм (енгл. Solomon Robert Guggenheim; Филаделфија, 2. фебруар 1861 — Њујорк, 3. новембар 1949) био је амерички индустријалац, филантроп и мецена.
Соломон Роберт Гугенхајм се родио у породици богатог предузетника и поседника копова руда који је душао у САД из Швајцарске. Тамо је Гугенхајм и студирао а после је радио у породичној фирми која је трговала са бакром и јако се обогатио. Почетком 30-их година га је једна племкиња из Немачке наговорила да почне да скупље уметничка дела и он је купио модерну уметност 20. века као Васила Кандилског и друге. Године 1939. је отворио у Њујорку музеј и учинио своје збирке приступним. Поверио је 1949. године Френку Лојду Рајту да пројектује зграду за свој музеј у Њујорку. Умро је 1949. године у Њујорку. Данашњи Гугенхајм музеј је био постављан 1956—1959. године.